# Graf DK 53

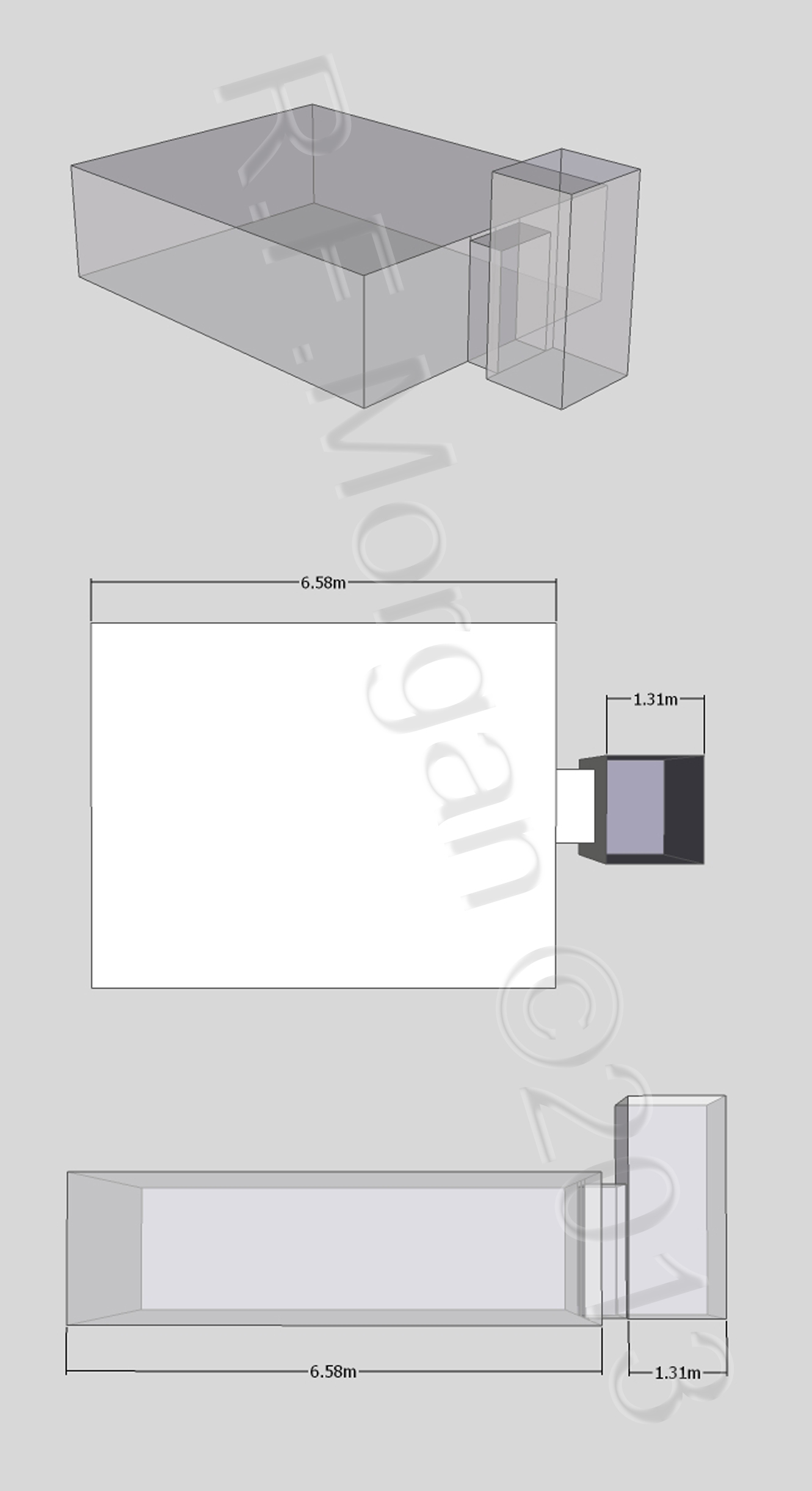
Schematische weergave van graf DK 53

Graf DK 53 is een klein graf uit de Vallei der Koningen. Het graf werd ontdekt in 1905 door de jonge archeoloog Edward Russell Ayrton. Het graf is nooit echt afgewerkt en bestaat uit een enkelvoudige kamer en een lange toegang.